# Veslestabben
Der Veslestabben (norwegisch für Kleiner Stumpf) ist ein isolierter Nunatak an der Prinz-Harald-Küste des ostantarktischen Königin-Maud-Lands. Er ragt im Zentrum der Halbinsel Botnneset am Südufer der Lützow-Holm-Bucht auf.
Norwegische Kartographen, die ihn auch benannten, kartierten ihn anhand von Luftaufnahmen der Lars-Christensen-Expedition 1936/37.